# John Cena
John Felix Anthony Cena, Jr. (født d. 23. april 1977) er en amerikansk wrestler, skuespiller og rapper. Han wrestler i World Wrestling Entertainment (WWE) på Smack-Down Brandet
John Cena er en 17-dobbelt World Champion, idet han har vundet WWE Championship 13 gange og WWE's World Heavyweight Championship fire gange. Desuden har han også vundet en række andre titler, bl.a. WWE United States Championship tre gange og WWE World Tag Team Championship tre gange (én gang med hhv. Shawn Michaels, Batista og senest David Otunga fra Nexus). I 2008 og 2013 vandt han den traditionsrige Royal Rumble match i WWE.
Foruden karrieren inden for wrestling har Cena også udgivet rapalbummet You Can't See Me, der debuterede som nr. 15 på den amerikanske Billboard-hitliste. Han har haft hovedrollen i en række film, heriblandt The Marine, 12 Rounds og Legendary.

## Wrestlingkarriere

### Træning (2000-2001)

#### UPW (2000)
John Cena begyndte at træne til at blive wrestler i 2000 i den californiske wrestlingorganisation Ultimate Pro Wrestling (UPW). Hans første ringnavn var The Prototype. Dele af hans tidlige karriere i Californien blev dokumenteret af Discovery Channel i tv-programmet Inside Pro Wrestling School. I en måneds tid i foråret 2000 var John Cena indehaver af UPW Heavyweight Championship, organisations mest prestigefyldte titel.

#### OVW (2001)
I 2001 skrev John Cena kontrakt med verdens førende wrestlingorganisation, World Wrestling Federation (WWF), der året efter blev omdøbt til World Wrestling Entertainment (WWE). Her begyndte han som wrestler i organisationens udviklingsterrorium, Ohio Valley Wrestling (OVW). Mens han var i Ohio, wrestlede han under ringnavnene The Prototype og Mr. P, og han vandt OVW Heavyweight Championship, som han succesrigt forsvarede i tre måneder.

### World Wrestling Entertainment (2002-nu)

#### Debut (2002-2004)
John Cena fik sin debut på tv i juni 2002 i en kamp mod den tidligere verdensmester Kurt Angle. Inspireret af en tale af WWE-ejeren Vince McMahon om at WWE's nye, kommende stjerner skulle udvise aggression for at gøre sig selv til organisationens nye stjerner, gik John Cena hårdt til værks i sin debutkamp i WWE, og han var tæt på at besejre Kurt Angle i sin første kamp. På grund af den imponerende debut blev John Cena hurtigt populære blandt WWE-fans, og han indledte en fejde med endnu en tidligere verdensmester i form af Chris Jericho.
I efteråret 2002 dannede John Cena et tagteam med Billy Kidman, men de opnåede ikke særlig stor succes, og Cena vendte sig imod sin tagteam-partner og blev dermed heel-wrestler, der var upopulær blandt fans. Herefter begyndte han at lave om på sin gimmick og blev en wrestler, der rimer i sine interviews.
I første halvdel af 2003 gik John Cena på jagt efter WWE's VM-titel, WWE Championship, og især den regerende verdensmester Brock Lesnar. Cena tabte dog VM-titelkampen til Brock Lesnar ved WWE's Backlash. Måneden efter tabte han til The Undertaker ved WWE's Vengeance. Senere på året blev John Cena atter face-wrestler, da han sluttede sig til Kurt Angles hold ved Survivor Series.

#### Amerikansk mester og verdensmester i WWE (2004-2005)
I januar 2004 deltog John Cena i den traditionsrige Royal Rumble match ved WWE's Royal Rumble, og det lykkedes ham at komme blandt de seks bedste, før han blev elimineret af Big Show. Det resulterede i en fejde med Big Show, og John Cena vandt sin første titel i WWE fra Big Show, da han besejrede ham ved WrestleMania XX i en kamp om WWE United States Championship. Uenigheder med SmackDowns adm. direktør, Kurt Angle, gjorde, at John Cena blev frataget sin titel fire måneder senere. John Cena generoberede dog titlen, da han besejrede Booker T i en bedst af fem-kampserie, der kulminerede ved WWE's No Mercy. Cena tabte dog titlen igen allerede aftenen efter til Carlito, og en skade gjorde, at han måtte tage en pause fra WWE (så han kunne indspille filmen The Marine). Da Cena vendte tilbage i november, besejrede han Carlito og vandt for tredje gang WWE United States Championship.
I januar 2005 kæmpede John Cena sig igen ind i toppen af den årlige Royal Rumble match og var blandt de sidste to. Han og Batista eliminerede hinanden samtidig til sidst, men kampen blev genstartet, og her blev Cena elimineret af Batista. Måneden efter lykkedes det Cena at besejre Kurt Angle i en kamp om at blive topudfordrer til WWE Championship ved WrestleMania 21. Inden sin VM-titelkamp på WWE's største scene mistede John Cena sit WWE United States Championship til Orlando Jordan, men ved WrestleMania 21 sejrede John Cena over den regerende verdensmester John "Bradshaw" Layfield (JBL) og vandt sin første VM-titel nogensinde. Cena forsvarede sin VM-titel mod JBL ved WWE's Judgment Day.
John Cena havde primært wrestlet på tv-programmet SmackDown, men i juni 2005 blev han ført over på WWE's mest sete tv-program, RAW, hvor han indledte en fejde med Chris Jericho og RAW's adm. direktør, Eric Bischoff. Selv om det var meningen, at tilskuerne skulle holde med John Cena (face-wrestleren), begyndte store dele af publikum at buhe af den regerende verdensmester, og i de kommende måneder blev antallet af fans, der ikke holdt med John Cena større. Til sidst blev WWE's kommentatorer modvilligt nødt til at kommentere på fans-reaktionerne og kaldte John Cena for en "kontroversiel verdensmester". Ved Survivor Series i november 2005 forsvarede John Cena VM-titlen mod Kurt Angle.

#### VM-titelkampe og skader (2006-2007)
John Cena tabte sin VM-titel ved WWE's New Year's Revolution, men ikke i showets elimination chamber match, som han var programsat til at deltage i. Cena vandt nemlig kampen, men umiddelbart efter blev han udfordret af Edge, der hurtigt besejrede den udmattede verdensmester. Tre uger senere vandt han dog VM-titlen tilbage, da han besejrede Edge ved WWE's Royal Rumble.
Derefter indledte John Cena en fejde med heel-wrestleren Triple H, som dog modtog mest støtte fra WWE-fans. Alligevel forsvarede John Cena WWE Championship ved WrestleMania 22. Utilfredsheden blandt WWE-fans fortsatte dog efterfølgende, og især ved WWE's One Night Stand, et særligt pay-per-view-show til ære for Extreme Championship Wrestling (ECW), hvor John Cena skulle forsvare VM-titlen mod den tidligere ECW-wrestler Rob Van Dam. Under showet blev den regerende verdensmester mødt til med tilråb som eksempelvis "Fuck you, Cena" og "You can't wrestle". Ved One Night Stand tabte John Cena VM-titlen til Rob Van Dam.
John Cena fik muligheden for at vinde VM-titlen tilbage mod Rob Van Dam i en triple threat match, der også involverede Edge. Det var dog Edge, der løb med sejren, og de to indledte en ny fejde mod hinanden. Ved WWE's Unforgiven lykkedes det John Cena at vinde WWE Championship for tredje gang ved at besejre Edge.
2006 sluttede med, at John Cena indledte en fejde med den ubesejrede Umaga over VM-titlen. Derudover sikrede John Cena sig endnu en titel i WWE, da han sammen med Shawn Michaels vandt WWE World Tag Team Championship. De mistede dog VM-bælterne, da Shawn Michaels vendte sig imod John Cena, og nu fejdede han med Umaga, Shawn Michaels, Randy Orton, Edge og senere også The Great Khali. Efter at have besejret den ellers ubesejrede The Great Khali blev Randy Orton udnævnt som ny topudfordrer, men Cena forsvarede endnu en gang VM-titlen, da Orton fik sin VM-titelkamp ved WWE's SummerSlam i august.
I en VM-titelkamp under en episode af RAW mod Mr. Kennedy blev John Cena dog skadet, og lægerne mente, at han ville være ude med skaden i mindst syv måneder. Derfor blev han frataget sin VM-titel, fordi han ikke længere kunne forsvare den. Med 380 dage som verdensmester var John Cenas tid som WWE-verdensmester den længeste dominans med WWE Championship i 19 år (siden Hulk Hogans fireårig periode som verdensmester fra 1984 til 1988).

#### Comeback til WWE (2008-2010)
John Cena lavede et uventet comeback under den traditionsrige Royal Rumble match i januar 2008, hvor det lykkedes ham at vinde kampen og dermed rettigheden til en VM-titelkamp ved WrestleMania. I stedet for at vente til WrestleMania brugte han sin VM-titelkamp mod den regerende verdensmester Randy Orton måneden inden ved WWE's No Way Out i februar. Cena vandt kampen, men via diskvalifikation og fik derfor ikke VM-titlen. Aftenen efter blev John Cena dog tildelt en ny VM-titelkamp ved WrestleMania XXIV mod Randy Orton og Triple H. Denne kamp blev dog vundet af Randy Orton. Cena fik endnu en chance ved WWE's Backlash, men igen uden succes.
For anden gang lykkedes det John Cena at vinde WWE World Tag Team Championship, da han sammen med Batista besejrede Cody Rhodes og Ted DiBiase. De mistede dog VM-bælterne allerede ugen efter i en rematch. Ved WWE's SummerSlam i august mødtes to i en kamp, som Batista vandt. Herefter blev John Cena udnævnt som en af topudfordrerne til WWE's anden VM-titel, WWE World Heavyweight Championship, men inden han kunne møde den regerende verdensmester CM Punk, pådrog han sig endnu en skade og måtte tage en pause, så han kunne blive opereret.
I november 2008 vendte John Cena tilbage i en VM-titelkamp ved Survivor Series, hvor han besejrede den regerende verdensmester Chris Jericho og vandt WWE World Heavyweight Championship for første gang. Cena mistede VM-titlen til Edge i starten af 2009. Cena fik dog revanche ved WrestleMania XXV i en triple threat match mod Edge og Big Show, og Cena vandt dermed titlen for anden gang, VM-titel nummer fem samlet set. VM-titlen skiftede dog ejer igen kort tid efter, da Cena tabte til Edge allerede måneden efter ved WWE's Backlash.
Senere på sommeren var John Cena tilbage i kampen om WWE's originale VM-titel, WWE Championship, og uden succes deltog han i en triple threat match mod den regerende verdensmester Randy Orton og Triple H ved WWE's Night of Champions i juli. VM-titlen fik han dog i hus, da han besejrede Randy Orton ved WWE's Breaking Point to måneder senere. Denne tid som verdensmester blev dog heller ikke langvarig, da Cena tabte VM-bæltet tilbage til Randy Orton ved WWE's Hell in a Cell, men kun for at genvinde titlen tre uger senere ved WWE's Bragging Rights i en 60-minutter lang iron man match. Det var Cenas femte WWE Championship og syvende VM-titel i alt. Cena tabte herefter VM-titlen til Sheamus i december ved WWE's TLC: Tables, Ladders & Chairs.
I februar 2010 fik John Cena endnu en gang erobret VM-guld for en kort stund. Cena vandt en elimination chamber match ved WWE's Elimination Chamber, men straks efter kampen blev han beordret af WWE-ejer Vince McMahon til at forsvare den mod Batista, der uden de store problemer besejrede en udmattet John Cena. John Cena tilbageerobrede VM-titlen kort efter igen ved WrestleMania XXVI. På et halvt år lykkedes det John Cena at vinde (og miste) sin VM-titel fire gange.

#### Nexus (2010-2011)
Under en episode af RAW i juni 2010 blev John Cena lige pludselig angrebet af otte deltagere fra den første sæson af WWE's seneste tv-program WWE NXT, hvor en række unge wrestlere kæmper om en kontrakt med WWE. Ført an af Wade Barrett smadrede de unge NXT-wrestlere alt og alle de kom i nærheden af, især John Cena, der måtte bæres ud. Heel-gruppen dømte senere sig selv Nexus med Wade Barrett som gruppens leder.
Ved WWE's Fatal 4-Way mistede John Cena sin VM-titel til Sheamus på grund af, at Nexus blandede sig i kampen. I Cenas rematch mod Sheamus om WWE Championship var Nexus igen skyld i, at han ikke vandt VM-titlen. Ved WWE's SummerSlam i august lavede John Cena en alliance med de tidligere rivaler Chris Jericho og Edge, samt John Morrison, R-Truth, The Great Khali og Bret Hart. Alliancen besejrede syv medlemmer af Nexus i showets main event. Daniel Bryan, et tidligere medlem af Nexus, erstattede en skadet The Great Khali.
Nederlag til Nexus stoppede dog ikke gruppens dominans. I et håb om at komme heel-gruppen til livs udfordrede John Cena gruppens leder til en kamp ved WWE's Hell in a Cell, men Wade Barrett vandt med hjælp fra to fans, der senere viste sig at være Husky Harris og Michael McGillicutty (Joe Hennig). Med nederlaget måtte John Cena gå med til at slutte sig til gruppen, og hvis han ikke fulgte ordrene fra Wade Barrett, ville han blive fyret fra WWE. Ved WWE's Bragging Rights skulle John Cena hjælpe Wade Barrett med at vinde VM-titlen fra Randy Orton, og hvis ikke, blev han fyret. Barrett vandt kampen, men via diskvalifikation, og derfor havde Cena opfyldt kravene uden at gøre Barrett til ny verdensmester. Måneden efter ved WWE's Survivor Series ændrede Barrett betingelserne, så Cena ville blive fyret, hvis ikke Barrett fik VM-titlen med sig hjem. Randy Orton besejrede Wade Barrett, og aftenen efter holdt John Cena sin farveltale under en liveepisode af RAW.
Ugen efter var John Cena tilbage på RAW som tilskuer, og han angreb Nexus og forklarede, at han stadig ville gøre en ende på heel-gruppen, selv om han ikke havde et job i WWE. Wade Barrett genansatte John Cena i december, så de kunne mødes ved WWE's TLC: Tables, Ladders & Chairs, og kampen blev vundet af Cena. Nogle uger senere meldte Nexus (uden Wade Barrett) ud, at gruppen havde fået ny leder og gerne ville slutte fred med John Cena, men det nægtede han. Det viste sig senere, at CM Punk, der havde angrebet Cena gentagne gange i ugerne forinden, var gruppens nye leder. Under den årlige Royal Rumble match i januar 2011 eliminerede John Cena de fleste Nexus-medlemmer og sluttede fejden med gruppen.

#### John Cena vs. The Rock (2011-2013)
Endnu en gang deltog John Cena i WWE's Royal Rumble match i januar 2011 og kom blandt de fem bedste, inden han blev elimineret af den regerende verdensmester The Miz, der dog ikke officielt deltog i kampen. Ved WWE's Elimination Chamber måneden efter sikrede han sig rettigheden til en VM-titelkamp mod The Miz ved WrestleMania XXVII. Samtidig viste det sig, at den nidobbelte verdensmester The Rock vendte tilbage til WWE efter syv års pause for at være vært ved WrestleMania XXVII, og de to superstjerner indledte straks og verbal (og senere) fysisk fejde mod hinanden.
VM-titelkampen ved WrestleMania XXVII endte uafgjort, da både John Cena og The Miz blev talt ud af dommeren. Gæsteværten The Rock mente dog, at det var for en for kedelig afslutning i showets main event, så han genstartede kampen. Umiddelbart efter angreb han dog John Cena, så The Miz kunne vinde kampen og forsvare sin VM-titel. Aftenen efter under en liveepisode af RAW blev The Rock og John Cena enige om at mødes ved WrestleMania XXVIII i april 2012. Det blev første gang, at en WrestleMania-kamp var programsat et helt år før selve showet. John Cena fik herefter revanche for VM-titelkampen og besejrede The Miz ved WWE's Extreme Rules. Det var første gang i næsten et år, at John Cena var verdensmester, og det var hans tiende VM-titelsejr i karrieren.
Efter at have forsvaret VM-titlen mod både The Miz og R-Truth var John Cena programsat til at møde CM Punk. CM Punk blev dog suspenderet fra WWE, efter at han havde svinet organisationen til under et interview på RAW. John Cena insisterede dog på, at CM Punk skulle vende tilbage, og det gik WWE-ejer Vince McMahon med til, så længe Cenas karriere var på spil i kampen ved WWE's Money in the Bank. CM Punk vandt kampen og VM-titlen, men aftenen efter, inden McMahon kunne fyre Cena, blev WWE-ejeren selv fjernet fra sin position af Triple H, der var blevet WWE's nye virksomhedsleder (COO).
I juli satte John Cena ny rekord, da han vandt WWE Championship for niende gang i karrieren ved at besejre Rey Mysterio under en liveepisode af RAW. John Cena tabte VM-titlen endnu en gang til CM Punk ved WWE's SummerSlam. De to mødtes igen kort tid efter i en kamp at blive topudfordreren til WWE Championship, som CM Punk netop havde tabt til Alberto Del Rio. Cena vandt rematchen, og ved WWE's Night of Champions vandt han også over Alberto Del Rio. Det var tiende gang, at John Cena vandt WWE Championship og hans 12. VM-titelsejr i alt i karrieren. Cena tabte dog titlen kort tid efter til Alberto Del Rio.
Cena forsøgte at vinde VM-titlen tilbage fra Alberto Del Rio, men The Miz og R-Truth blev ved med at blande sig VM-titelkampene, og til sidst blev der arrangeret en tagteam-kamp ved Survivor Series, hvor John Cena kunne vælge sin egen makker. Han valgte The Rock, og det lykkedes de to WrestleMania-modstandere at besejre The Miz og R-Truth i The Rocks første wrestlingkamp i mere end syv år. Derefter indledte John Cena en fejde med Kane. De kæmpede uafgjort mod hinanden ved WWE's Royal Rumble, men John Cena løb med sejren måneden efter ved WWE's Elimination Chamber.
Ved WrestleMania XXVIII i april 2012 måtte John Cena se sig besejret af The Rock i showets main event. Det var The Rocks første singlekamp siden 2003. I løbet af 2012 fik John Cena adskillige VM-titelkampe mod den regerende verdensmester CM Punk, men uden succes. I januar 2013 vandt John Cena for anden gang i karrieren den traditionsrige Royal Rumble match. Samme aften blev CM Punk besejret af The Rock i en VM-titelkamp. John Cena, der med Royal Rumble-sejren havde retten til en VM-titelkamp, udfordrede derefter The Rock til en rematch ved WrestleMania XXIX om WWE Championship. Cena fik revanche mod The Rock og vandt sin 13. VM-titel i karrieren.
I seks måneder forsvarede John Cena VM-titlen, men tabte bæltet til Daniel Bryan ved SummerSlam i august. Derefter var han nødsaget til at tage et par måneders pause på grund af en skade. I efteråret vendte Cena tilbage og vandt i sin første kamp WWE's World Heavyweight Championship mod den regerende verdensmester Alberto Del Rio. I mellemtiden havde Randy Orton erobret WWE's originale VM-titel, WWE Championship, og WWE besluttede, at der kun skulle fremover kun skulle være én verdensmester. Orton og Cena mødtes derfor i en kamp mellem de to verdensmestre og WWE's ubestridte VM-titel ved WWE's TLC-show i december. Orton vandt kampen og blev dermed den første indehaver af WWE World Heavyweight Championship.

#### Jagt på Ric Flairs legendariske verdensrekord (2014-nu)
John Cena fik en revanchekamp mod den nye ubestridte verdensmester Randy Orton ved WWE's Royal Rumble i januar 2014, men under kampen blev han angrebet af Bray Wyatt og resten af The Wyatt Family. Cena besejrede Bray Wyatt ved WrestleMania XXX og fortsatte sin fejde med The Wyatt Family hen over sommeren 2014.
I juni 2014 fik John Cena atter muligheden for at blive verdensmester ved WWE's Money in the Bank, hvor han besejrede syv andre wrestlere i en ladder match om WWE World Heavyweight Championship. Dermed snuppede Cena sin 15. VM-titelkamp i karrieren (hvilket kun er overgået af Ric Flair, der vandt 16 VM-titler i henholdsvis NWA, WCW og WWE mellem 1981 og 2000).
Ved WWE's SummerSlam i august 2014 tabte John Cena sit VM-bælte i et brutalt nederlag mod Brock Lesnar. Cena fik revanche, men det lykkedes ikke ham at genvinde WWE World Heavyweight Championship, fordi han vandt kampen via diskvalifikation. John Cena fik endnu en gang tilkæmpet sig pladsen som topudfordrer, og ved WWE's Royal Rumble i januar 2015 fik han endnu en VM-titelkamp mod Brock Lesnar i en kamp, der også involverede Seth Rollins. Lesnar vandt kampen efter et pinfall på Rollins.
Umiddelbart ude af VM-titelbilledet op til WrestleMania 31 udfordrede John Cena den russisk-venlige Rusev, der er ubesejret i WWE og indehaver af WWE United States Championship - en titel, som Cena holdt for mere end et årti siden. Ved WWE's Fastlane i februar 2015 tabte John Cena dog kampen, men han får en revanche ved WrestleMania 31.

## Champion-titler
John Cena er en tidligere 16-dobbelt verdensmester. Han har vundet World Champion-titlen alle gange i World Wrestling Entertainment (WWE) fordelt med WWE Championship 12 gange og WWE's World Heavyweight Championship fire gange. I alt har Cena været verdensmester i 1.406 dage, hvilket gør ham til én af kun 14 wrestlere, der har været verdensmester i flere end 1.000 dage sammenlagt.
| Nr. | VM-titel                           | Modstander             | Org. | Dato               | Show                | Dage | Efterfølger     |
| --- | ---------------------------------- | ---------------------- | ---- | ------------------ | ------------------- | ---- | --------------- |
| 1   | WWE Championship                   | John Bradshaw Layfield | WWE  | 3. april 2005      | WrestleMania 21     | 280  | Edge            |
| 2   | WWE Championship                   | Edge                   | WWE  | 29. januar 2006    | Royal Rumble        | 133  | Rob Van Dam     |
| 3   | WWE Championship                   | Edge                   | WWE  | 17. september 2006 | Unforgiven          | 380  | Randy Orton     |
| 4   | World Heavyweight Championship     | Chris Jericho          | WWE  | 23. november 2008  | Survivor Series     | 84   | Edge            |
| 5   | World Heavyweight Championship     | Edge1                  | WWE  | 5. april 2009      | WrestleMania XXV    | 21   | Edge            |
| 6   | WWE Championship                   | Randy Orton            | WWE  | 13. september 2009 | Breaking Point      | 21   | Randy Orton     |
| 7   | WWE Championship                   | Randy Orton            | WWE  | 25. oktober 2009   | Hell in a Cell      | 49   | Sheamus         |
| 8   | WWE Championship                   | Sheamus2               | WWE  | 21. februar 2010   | Elimination Chamber | 0    | Batista         |
| 9   | WWE Championship                   | Batista                | WWE  | 28. marts 2010     | WrestleMania XXVI   | 84   | Sheamus         |
| 10  | WWE Championship                   | The Miz3               | WWE  | 1. maj 2011        | Extreme Rules       | 77   | CM Punk         |
| 11  | WWE Championship                   | Rey Mysterio           | WWE  | 25. juli 2011      | RAW                 | 20   | CM Punk         |
| 12  | WWE Championship                   | Alberto Del Rio        | WWE  | 18. september 2011 | Night of Champions  | 14   | Alberto Del Rio |
| 13  | WWE Championship                   | The Rock               | WWE  | 7. april 2013      | WrestleMania 29     | 133  | Daniel Bryan    |
| 14  | World Heavyweight Championship     | Alberto Del Rio        | WWE  | 27. oktober 2013   | Hell in a Cell      | 61   | Randy Orton     |
| 15  | WWE World Heavyweight Championship | Ledig                  | WWE  | 29. juni 2014      | Money in the Bank   | 49   | Brock Lesnar    |

1 Kampen var en triple threat match, der også involverede Big Show. 

2 Kampen var en elimination chamber match, der også involverede Triple H, Randy Orton, Ted DiBiase og Kofi Kingston. 

3 Kampen var en triple threat match, der også involverede John Morrison.